# Ngawun
Ngawun är ett utdött australiskt språk. Ngawun talades i Queensland och tillhörde de pama-nyunganska språken.